# 昌樂公主 (唐武宗)
昌乐公主（?—?），唐朝公主，是中国唐朝第十五代皇帝唐武宗李炎的长女。她的生母不详，史书仅仅记载了唐武宗会昌二年（842年）八月，她获封号昌乐公主，和寿春公主、永清公主一起获封。没有关于昌乐公主是否婚嫁的记载。